# Witold Cichy
Witold Cichy (ur. 15 marca 1986 w Wodzisławiu Śląskim) – polski piłkarz grający na pozycji obrońcy, wychowanek Odry Wodzisław Śląski.
W latach 2003–2008 grał w występującej w Ekstraklasie Odrze Wodzisław Śląski, w której rozegrał 34 mecze. Zadebiutował w ekstraklasie  17 października 2004 w meczu pomiędzy drużynami Odry Wodzisław, a Wisły Kraków, wygranym przez drużynę z Krakowa 2:1. W 2009 r. był zawodnikiem GKS Jastrzębie, zaś w 2009 r. został zawodnikiem Kolejarza Stróże, w którym występował do końca sezonu 2014/2014. W kolejnych sezonach reprezentował barwy takich klubów jak Puszcza Niepołomice oraz Kotwica Kołobrzeg. 1 lipca 2016 roku podpisał roczny kontakt z ROW-em Rybnik. W sezonie 2017/2018 reprezentuje barwy trzecioligowego MKS Trzebinia, występując na pozycji środkowego pomocnika lub obrońcy.